# Tishomingo (Mississipi)
Tishomingo és una població dels Estats Units a l'estat de Mississipi. Segons el cens del 2000 tenia 316 habitants.

## Demografia
Segons el cens del 2000, Tishomingo tenia 316 habitants, 144 habitatges, i 87 famílies. La densitat de població era de 221,8 habitants per km².
Dels 144 habitatges en un 28,5% hi vivien nens de menys de 18 anys, en un 48,6% hi vivien parelles casades, en un 11,1% dones solteres, i en un 38,9% no eren unitats familiars. En el 36,8% dels habitatges hi vivien persones soles el 16,7% de les quals corresponia a persones de 65 anys o més que vivien soles. El nombre mitjà de persones vivint en cada habitatge era de 2,19 i el nombre mitjà de persones que vivien en cada família era de 2,89.
Per edats la població es repartia de la següent manera: un 23,7% tenia menys de 18 anys, un 7,6% entre 18 i 24, un 26,6% entre 25 i 44, un 21,2% de 45 a 60 i un 20,9% 65 anys o més.
L'edat mediana era de 40 anys. Per cada 100 dones de 18 o més anys hi havia 74,6 homes.
La renda mediana per habitatge era de 19.044 $ i la renda mediana per família de 31.250 $. Els homes tenien una renda mediana de 26.250 $ mentre que les dones 14.107 $. La renda per capita de la població era de 18.480 $. Entorn del 16,5% de les famílies i el 20,9% de la població estaven per davall del llindar de pobresa.

## Poblacions més properes
El següent diagrama mostra les poblacions més properes.